# City-Tunnel Frankfurt
City-Tunnel (dosł. tunel śródmiejski) – dwutorowy, normalnotorowy tunel kolejowy we Frankfurcie nad Menem, stanowiący centralny odcinek tamtejszej sieci S-Bahn Rhein-Main.

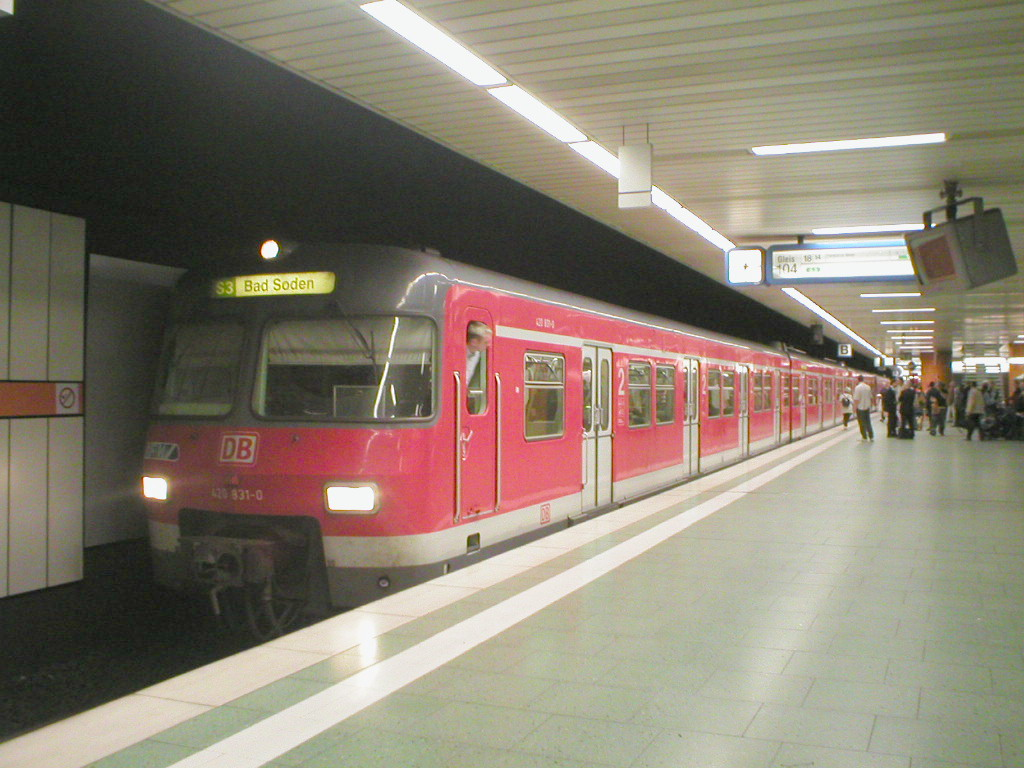
Pociąg S-Bahn typu 420 przy tunelowym peronie Dworca Głównego we Frankfurcie nad Menem

Trasa tunelu przebiega pod położonym na prawym brzegu Menu śródmieściem Frankfurtu, po czym przechodzi pod rzeką i na jej lewym brzegu dzieli się na dwie odnogi – odnoga wschodnia w kierunku Offenbach i odnoga zachodnia w kierunku dworca południowego. Długość tunelu biorąc pod uwagę odnogę wschodnią wynosi 6 kilometrów – a uwzględniając odnogę zachodnią 5,5 km.

## Odcinek śródmiejski – od Dworca Głównego do Konstablerwache
28 maja 1978 otwarto pierwszy odcinek tunelu. Linie S-Bahn z Taunus-Eisenbahn (S1), Main-Lahn-Bahn (S2), Limesbahn (S3), Kronberger Bahn (S4), Homburger Bahn (S5) oraz Main-Weser-Bahn (S6) wjeżdżały odtąd do tunelu przez rampy na przedpolu Frankfurt (Main) Hauptbahnhof, na wysokości dawnego dworca pocztowego. Po około 500 m tunel prowadzi pod budynkiem wejściowym dworca głównego i osiąga czterotorową podziemną część dworca. Później doszła linia Mainbahn z numerem S14, dzisiejsza S8.
Za Dworcem Głównym tunel przebiega na północny wschód pod dzielnicą dworcową i po niespełna 700 m osiąga stację Taunusanlage. Nazwa tej stacji wywodzi się od znajdującego się nad nią odcinka dawnych wałów miejskich, stacja leży w dzielnicy wieżowców w pobliżu Starej Opery. Następnie tunel skręca w kierunku wschodnim i po około 250 m spotyka się z trasą metra C i przebiega z nią wspólnie pod Freßgass do stacji Frankfurt Hauptwache, gdzie początkowo pociągi kończyły bieg. W 1983 ukończono przebiegające pod Zeil przedłużenie tunelu o 600 m na wschód, do tymczasowej stacji końcowej Konstablerwache.
Od 31 lipca do 18 sierpnia 2006 najstarszy, prawie trzydziestoletni zachodni odcinek tunelu do Konstablerwache był remontowany, m.in. wymieniono 30 rozjazdów. Koszt renowacji wyniósł około 15 milionów €.

## Tunel pod Menem i dwie odnogi tunelu
Następny dłuższy odcinek tunelu otwarto w 1990 r. Prowadził on od Konstablerwache na południowy wschód. Pod kwartałem zabudowy między Hanauer Landstraße i Ostendstraße powstała podziemna stacja S-Bahn pod nazwą Ostendstraße, wykonana metodą górniczą. Dalsze 300 m na południe tunel przebiega pod dnem Menu w kierunku Sachsenhausen, gdzie skręca na zachód, przechodzi pod tamtejszym Starym Miastem i osiąga stację Lokalbahnhof. Po nim następuje wylot tunelu i prowadząca na nasyp kolejowy Kinzigtalbahn rampa, kończąca się na Dworcu Południowym. Na Dworcu Południowym powstał wtedy węzeł przesiadkowy między S-Bahn, pociągami osobowymi i dalekobieżnymi, tramwajami i trasą A frankfurckiego metra.
Druga odnoga tunelu, ukończona w 1992, skręca po przejeździe pod Menem na wschód i prowadzi do podziemnej stacji Frankfurt (Main) Mühlberg. Za stacją tory wychodzą na powierzchnię, aby przed następną stacją, Offenbach (Main) Kaiserlei, wejść do tunelu średnicowego w Offenbach.

## Planowana odnoga w kierunku Ostbahnhof
Budując tunel między stacjami Konstablerwache i Ostendstraße uwzględniono możliwość budowy odnogi w kierunku Dworca Wschodniego, przez którą mają w przyszłości kursować północnym brzegiem Menu pociągi w kierunku Hanau poprzez miasteczko Maintal.